# Saison 6 de Rookie Blue
Chronologie
Saison 5
Cet article présente les épisodes de la sixième saison de la série télévisée canadienne Rookie Blue.

## Distribution de la saison

### Acteurs principaux
- Missy Peregrym (VF : Christine Bellier) : Andy McNally
- Gregory Smith (VF : Hervé Rey) : Dov Epstein
- Charlotte Sullivan (VF : Pamela Ravassard) : Gail Peck
- Enuka Okuma (VF : Alice Taurand) : Traci Nash
- Travis Milne (VF : Alexandre Guansé) : Chris Diaz
- Peter Mooney (VF : Stéphane Pouplard) : Nick Collins
- Matt Gordon (en) (VF : Pascal Montségur) : Oliver Shaw
- Ben Bass (VF : Patrick Mancini) : Sam Swarek
- Priscilla Faia (VF : Edwige Lemoine) : Chloe Price
- Oliver Becker (VF : Stéfan Godin) : Inspecteur John Jarvis
- Matt Murray (VF : Thomas Sagols) : Duncan Moore aka « Selfie »

### Acteurs récurrents et invités
- Erin Karpluk (VF : Sylvie Jacob) : Juliette Ward
- Rachael Ancheril (VF : Céline Melloul) : Marlo Cruz
- Adam MacDonald : Steve Peck
- Richard Chevolleau (en) : Commissioner Alonso Santana
- Bridget Wareham : Lauralee (épisodes 3, 6 et 10)
- Drew Davis : Leo Nash, fils de Traci (épisode 5)
- Melanie Nicholls-King (en) (VF : Zaïra Benbadis) : Noelle Williams (épisodes 6, 7 et 8)
- Katharine Isabelle : Detective Frankie Anderson (épisodes 8, 9 et 11)
- Emily Hampshire : Celery (épisode 11)

## Épisodes

### Épisode 1:Révélation
- Canada : 21 mai 2015 sur Global[1]
- États-Unis : 25 juin 2015 sur ABC[2]
- France : date inconnue sur 13ème rue
- Québec : date inconnue sur AddikTV

- Canada : 1,532 million de téléspectateurs[3] (première diffusion + différé 7 jours)
- États-Unis : 3,76 millions de téléspectateurs[4] (première diffusion)

### Épisode 2:Une famille parfaite
- Canada : 28 mai 2015 sur Global
- États-Unis : 2 juillet 2015 sur ABC

- Canada : 1,576 million de téléspectateurs[5] (première diffusion + différé 7 jours)
- États-Unis : 3,78 millions de téléspectateurs[6] (première diffusion)

### Épisode 3:Révolte
- Canada : 4 juin 2015 sur Global
- États-Unis : 9 juillet 2015 sur ABC

- Canada : 1,686 million de téléspectateurs[7] (première diffusion + différé 7 jours)
- États-Unis : 4,24 millions de téléspectateurs[8] (première diffusion)

### Épisode 4:Tourner la page
- Canada : 11 juin 2015 sur Global
- États-Unis : 16 juillet 2015 sur ABC

- Canada : 1,603 million de téléspectateurs[9] (première diffusion + différé 7 jours)
- États-Unis : 3,66 millions de téléspectateurs[10] (première diffusion)

### Épisode 5:Un vrai gentleman
- Canada : 18 juin 2015 sur Global
- États-Unis : 23 juillet 2015 sur ABC

- Canada : 1,568 million de téléspectateurs[11] (première diffusion + différé 7 jours)
- États-Unis : 3,83 millions de téléspectateurs[12] (première diffusion)

### Épisode 6:Home Run
- Canada : 24 juin 2015 sur Global
- États-Unis : 30 juillet 2015 sur ABC

- Canada : 1,422 million de téléspectateurs[13] (première diffusion + différé 7 jours)
- États-Unis : 3,66 millions de téléspectateurs[14] (première diffusion)

### Épisode 7:Garçon d'honneur
- Canada : 1er juillet 2015 sur Global
- États-Unis : 6 août 2015 sur ABC

- Canada : 1,478 million de téléspectateurs[15] (première diffusion + différé 7 jours)
- États-Unis : 3,12 millions de téléspectateurs[16] (première diffusion)

### Épisode 8:Test d'intégrité
- Canada : 8 juillet 2015 sur Global
- États-Unis : 13 août 2015 sur ABC

- Canada : 1,366 million de téléspectateurs[17] (première diffusion + différé 7 jours)
- États-Unis : 3,34 millions de téléspectateurs[18] (première diffusion)

### Épisode 9:Vague de chaleur
- Canada : 15 juillet 2015 sur Global
- États-Unis : 20 août 2015 sur ABC

- Canada : 1,466 million de téléspectateurs[19] (première diffusion + différé 7 jours)
- États-Unis : 3,62 millions de téléspectateurs[20] (première diffusion)

### Épisode 10:Dissolution
- Canada : 22 juillet 2015 sur Global
- États-Unis : 27 août 2015 sur ABC

- Canada : 1,215 million de téléspectateurs[21] (première diffusion + différé 7 jours)
- États-Unis : 3,44 millions de téléspectateurs[22] (première diffusion)

### Épisode 11:74 petits bonheurs
- Canada : 29 juillet 2015 sur Global
- États-Unis : 3 septembre 2015 sur ABC

- Canada : 1,477 million de téléspectateurs[23] (première diffusion + différé 7 jours)
- États-Unis : 3,68 millions de téléspectateurs[24] (première diffusion)